# 諾曼 (內布拉斯加州)
諾曼（英語：Norman）是位於美國內布拉斯加州卡尼縣的村。

## 人口
根據2020年美國人口普查的數據，諾曼的面積為0.24平方千米，皆為陸地。當地共有人口36人，而人口密度為每平方千米150人。